# Hyssia plenipotentia
Hyssia plenipotentia là một loài bướm đêm trong họ Noctuidae.